# Sandared
Sandared är en tätort i Borås kommun, omkring en mil från Borås stadskärna.
Sandared ligger vid Viaredssjön. I orten finns ett flertal badplatser.

## Befolkningsutveckling
| Befolkningsutvecklingen i Sandared 1960–2020 | Befolkningsutvecklingen i Sandared 1960–2020 | Befolkningsutvecklingen i Sandared 1960–2020 | Befolkningsutvecklingen i Sandared 1960–2020 | Befolkningsutvecklingen i Sandared 1960–2020 |
| --- | -------------------------------------------- | -------------------------------------------- | -------------------------------------------- | -------------------------------------------- |
| |                                              |                                              |                                              |                                              |
| År |                                              |                                              | Folkmängd                                    | Areal (ha)                                   |
| 1960 | 1960                                         |                                              | 1 900                                        |                                              |
| 1965 | 1965                                         |                                              | 2 120                                        |                                              |
| 1970 | 1970                                         |                                              | 2 125                                        |                                              |
| 1975 | 1975                                         |                                              | 2 526                                        |                                              |
| 1980 | 1980                                         |                                              | 2 592                                        |                                              |
| 1990 | 1990                                         |                                              | 2 851                                        | 243                                          |
| 1995 | 1995                                         |                                              | 2 956                                        | 244                                          |
| 2000 | 2000                                         |                                              | 2 966                                        | 244                                          |
| 2005 | 2005                                         |                                              | 2 993                                        | 246                                          |
| 2010 | 2010                                         |                                              | 3 160                                        | 255                                          |
| 2015 | 2015                                         |                                              | 0                                            |                                              |
| 2020 | 2020                                         |                                              | 3 398                                        | 287                                          |
| Anm.: uppgått 2015 i tätorten Sandared, Sjömarken och Viared. Åter utbruten 2018 men nu med annan tätortskod. 2023 uppgick Nordtorp och Backabo |                                              |                                              |                                              |                                              |

## Samhället
Sandared har låg-, mellan- och högstadieskola. Bibliotek, badhus, förskola, vårdcentral, affärer, apotek, tennishall, folktandvård, järnvägsstation och sim- och idrottshall finns också på orten. 

## Sport
Sportklubbarna i orten är Sandareds IF (fotboll, div. 4 Södra) och Sandareds TK (tennis), Sandareds BTK (bordtennis), Simklubben 1970 , skid- och orienteringsklubben SOK68 samt Sandareds IBS (innebandy).

## Kända personer från orten
- Kristoffer Arvhage
- Åsa Lantz
- Per Schlingmann
- Alicia Vikander